# Lombtjärnen (Nederkalix socken, Norrbotten, 733035-185208)
Lombtjärnen är en sjö i Kalix kommun i Norrbotten och ingår i Sangisälvens huvudavrinningsområde.